# Sílvio Póstumo

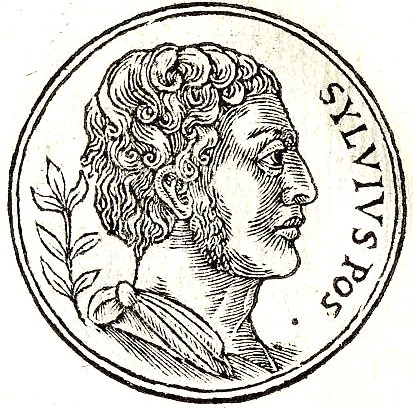
Sílvio Póstumo

Sílvio foi, na mitologia romana, rei de Alba Longa, antiga cidade do Lácio, fundada por Ascânio no monte Albano trinta anos depois da fundação de Lavínio. Era filho póstumo do herói troiano Eneias e da princesa Lavínia, filha de Latino, rei do Lácio.
Quando Eneias visitou o mundo dos mortos, no livro VI da Eneida, seu pai Anquises profetizou que ele teria um filho chamado Sílvio, nome albano. Sílvio, que sua mulher Lavínia lhe daria em sua velhice, nasceria depois de sua morte.
Catão, o Velho (fragmento 11 P) conta que, depois da morte de Eneias, Lavínia, grávida e temendo o ciúme de Ascânio, refugiou-se na casa de um antigo intendente de Latino e de Eneias, chamado Tirro. O menino recebeu o nome de Sílvio e foi educado nos bosques (silua em latim).
Virgílio, na Eneida (6, 763), diz que Sílvio sucedeu Ascânio como rei de Alba Longa. Segundo outras versões, Sílvio despojou Ascânio de seu poder real e só lhe deixou funções sacerdotais. Tito Lívio, para desfazer essa rivalidade entre dois meio-irmãos, fez de Sílvio filho de Ascânio e seu sucessor legítimo. Segundo Tito Lívio (1, 3.8), Sílvio é o cognome de todos os reis de Alba.
Dionísio de Halicarnasso cita outra versão. Segundo ele, depois da morte de Ascânio, houve uma disputa entre o filho de Ascânio e Sílvio para ascender ao trono. Para evitar uma guerra civil, foi feita uma eleição e os dois contendores tentaram fazer valer seus direitos.
O filho de Ascânio, também chamado Sílvio, alegava que era o herdeiro de seu pai. Sílvio, filho de Eneias e Lavínia, argumentava que sua mãe era a única herdeira de Latino, rei do Lácio. O povo latino deu a vitória a Sílvio, filho de Lavínia, pois considerava que tanto Ascânio como seu filho Sílvio eram estrangeiros. Desta maneira, Sílvio foi nomeado pacificamente rei de Alba Longa.
De acordo com Geoffrey de Monmouth, bispo e historiador britânico do século XII, Silvio sucedeu Ascânio depois que este morreu sem deixar descendente. O filho de Ascânio, também chamado Sílvio, igualmente tinha morrido e seu neto Bruto foi condenado ao exílio.
Sílvio, filho de Eneias e Lavínia, morreu depois de reinar 29 anos. Foi sucedido por seu filho mais velho, Eneias, que em sua homenagem também foi cognominado Sílvio. De Sílvio descendem os reis de Alba até Procas, seu filho Numitor, a filha de Numitor, Réia Sílvia e os filhos de Réia, Rômulo e Remo.